# Jabal Şafad
Jabal Şafad är ett berg i Förenade Arabemiraten.   Det ligger i emiratet Fujairah, i den nordöstra delen av landet, 210 kilometer öster om huvudstaden Abu Dhabi. Toppen på Jabal Şafad är 640 meter över havet, eller 40 meter över den omgivande terrängen. Bredden vid basen är 0,51 km.
Terrängen runt Jabal Şafad är huvudsakligen kuperad. Närmaste större samhälle är Khawr Fakkān, 12,5 kilometer nordost om Jabal Şafad.
Trakten runt Jabal Şafad är ofruktbar med lite eller ingen växtlighet.